# موزه تاریخ علوم اردبیل
موزهٔ تاریخ علوم اردبیل دارای بیش از سه هزار جلد کتاب علمی قدیمی به زبان خارجی، ۵۰۰ قطعه سند قدیمی مربوط به دانشگاه محقق اردبیلی، ۱۵۰ قطعه سند و افتخارات علمی دانشگاه محقق اردبیلی است. این موزه شامل چهار گالری تاریخ و افتخارات علمی آموزش عالی استان، گالری ارتباطات و فناوری، گالری سنجه‌های اندازه‌گیری و گالری طبیعت می‌باشد.